# Herrarnas hopp i freestyle vid olympiska vinterspelen 2006
Herrarnas hopp i freestyle vid olympiska vinterspelen 2006 vid de olympiska vinterspelen 2006 avgjordes den 20-23 februari.

## Medaljörer
| Spel | Guld               | Silver                     | Brons                  |
| Hopp | Han Xiaopeng (CHN) | Dzmitryj Dasjtjynski (BLR) | Vladimir Lebedev (RUS) |

## Resultat

### Kval
| Placering | Namn                 | Land      | Hopp 1 | Hopp 2 | Totalt | Noteringar |
| --------- | -------------------- | --------- | ------ | ------ | ------ | ---------- |
| 1         | Han Xiaopeng         | Kina      | 128,54 | 121,91 | 250,45 | Q          |
| 2         | Dzmitryj Dasjtjynski | Belarus   | 130,31 | 119,03 | 249,34 | Q          |
| 3         | Warren Shouldice     | Kanada    | 123,01 | 120,44 | 243,45 | Q          |
| 4         | Aljaksej Hrysjyn     | Belarus   | 115,43 | 127,44 | 242,87 | Q          |
| 5         | Vladimir Lebedev     | Ryssland  | 120,24 | 121,24 | 241,48 | Q          |
| 6         | Qiu Sen              | Kina      | 129,21 | 107,29 | 236,50 | Q          |
| 7         | Kyle Nissen          | Kanada    | 128,10 | 103,54 | 231,64 | Q          |
| 8         | Jeret Peterson       | USA       | 114,38 | 112,83 | 227,21 | Q          |
| 9         | Enver Ablaev         | Ukraina   | 111,47 | 115,42 | 226,89 | Q          |
| 10        | Anton Kushnir        | Belarus   | 121,24 | 105,09 | 226,33 | Q          |
| 11        | Renato Ulrich        | Schweiz   | 114,38 | 111,37 | 225,75 | Q          |
| 12        | Evgeniy Brailovskiy  | Ryssland  | 113,14 | 109,14 | 222,28 | Q          |
| 13        | Stanislav Kravchuk   | Ukraina   | 102,88 | 118,81 | 221,69 |            |
| 14        | Thomas Lambert       | Schweiz   | 113,57 | 101,20 | 214,77 |            |
| 15        | Joe Pack             | USA       | 97,57  | 113,76 | 211,33 |            |
| 16        | Ryan St, Onge        | USA       | 97,35  | 110,40 | 207,75 |            |
| 17        | Eric Bergoust        | USA       | 113,72 | 92,13  | 205,85 |            |
| 18        | Liu Zhongqing        | Kina      | 113,80 | 87,46  | 201,26 |            |
| 19        | Jeff Bean            | Kanada    | 117,92 | 80,57  | 198,49 |            |
| 20        | Steve Omischl        | Kanada    | 124,78 | 73,45  | 198,23 |            |
| 21        | Aleš Valenta         | Tjeckien  | 105,97 | 87,61  | 193,58 |            |
| 22        | Aurelien Lohrer      | Frankrike | 87,83  | 100,44 | 188,27 |            |
| 23        | Ou Xiaotao           | Kina      | 72,12  | 108,19 | 180,31 |            |
| 24        | Dmitri Rak           | Belarus   | 86,63  | 85,84  | 172,47 |            |
| 25        | Ken Mizuno           | Japan     | 90,04  | 67,63  | 157,67 |            |
| 26        | Igor Ishutko         | Ukraina   | 47,34  | 105,70 | 153,04 |            |
| 27        | Oleksandr Abramenko  | Ukraina   | 63,05  | 86,42  | 149,47 |            |
| 28        | Clyde Getty          | Argentina | 47,56  | 32,32  | 79,88  |            |
| 29        | Dmitry Marushchak    | Ryssland  | DNS    | DNS    | DNS    |            |
| 29        | Dmitry Arkhipov      | Ryssland  | DNS    | DNS    | DNS    |            |
| 29        | Miha Gale            | Slovenien | DNS    | DNS    | DNS    |            |

### Final
| Placering | Idrottare                  | Hopp 1 | Hopp 2 | Totalt |
| --------- | -------------------------- | ------ | ------ | ------ |
|           | Han Xiaopeng (CHN)         | 130,53 | 120,24 | 250,77 |
|           | Dzmitryj Dasjtjynski (BLR) | 131,42 | 117,26 | 248,68 |
|           | Vladimir Lebedev (RUS)     | 120,65 | 126,11 | 246,76 |
| 4         | Aljaksej Hrysjyn (BLR)     | 123,90 | 121,28 | 245,18 |
| 5         | Kyle Nissen (CAN)          | 114,38 | 130,53 | 244,91 |
| 6         | Warren Shouldice (CAN)     | 123,45 | 116,25 | 239,70 |
| 7         | Jeret Peterson (USA)       | 124,78 | 112,70 | 237,48 |
| 8         | Anton Kushnir (BLR)        | 124,56 | 103,10 | 227,66 |
| 9         | Evgeniy Brailovskiy (RUS)  | 110,01 | 113,60 | 223,61 |
| 10        | Renato Ulrich (SUI)        | 105,53 | 99,22  | 204,75 |
| 11        | Qiu Sen (CHN)              | 98,89  | 87,67  | 186,56 |
| 12        | Enver Ablaev (UKR)         | 61,79  | 88,69  | 150,48 |